# Landolfo I
Landolfo I (X secolo) è stato un arcivescovo italiano di Benevento dal 956 al 983?.

## Biografia
Di lui scrive papa Giovanni XIII quando era ancora vescovo il 19 dicembre 956, lo incontra il 7 settembre 967 nella chiesa cattedrale di Benevento. Dell'incontro narra anche l'Ughelli, attraverso la bolla del 26 maggio 969 che aveva trascritto.
Diventato arcivescovo, Landolfo nel 970, consacra il vescovo di Sant'Agata de' Goti. Di lui racconta anche lo storico e monsignore in occasione del dono dei suoi possedimenti, presso il ponte San Valentino, alla chiesa.